# Стефан Гецов
Стефан Йорданов Гецов е български театрален и филмов актьор.

## Биография
Роден е на 3 юли 1932 г. в село Мъглиж, Казанлъшко. Завършва средно образование в град Казанлък през 1950 г., а след това актьорско майсторство при проф. Н. О. Масалитинов във ВИТИЗ „Кръстьо Сарафов“ през 1954 г.
Играе в Драматичен театър „Адриана Будевска“ Бургас (1954 – 1955). Дълги години играе в състава на Народен театър „Иван Вазов“ (от 1955), където създава забележителни роли. Член е на БКП от 1966 г.
На 24 януари 1969 година е обявен за „Почетен гражданин на Стара Загора“. Гецов е постоянен участник в близкото лично обкръжение на Тодор Живков, известно като „ловната дружинка“ и действащо като неформален съветнически щаб. Народен представител в VI народно събрание (1971 – 1985).
Член на СБФД – заместник-председател (1965 – 1970).
Член на САБ – в Управителния съвет (1973 – 1977).
Книга написана за него от Владимир Каракашев: „Стефан Гецов“ (театрален портрет) (1971).
Умира на 10 ноември 1996 г. в София.
Погребан е в алеята на творците на Централни софийски гробища.

## Награди и отличия
- Заслужил артист (1963).
- Народен артист (1965).
- Орден „Кирил и Методий“ I ст. (1969).
- Димитровска награда (1962).
- Награда „за мъжка роля“ за ролята на (Георги Димитров) във филма Наковалня или чук на ФБФ (Варна, 1972).
- Награда „за мъжка роля“ за ролята на (Георги Димитров) във филма Наковалня или чук на МКФ (Авелино – Италия, 1975).
- Голямата награда „Златна роза“ за филма Допълнение към закона за защита на държавата на ФБИФ (Варна, 1976).
- Наградата „за екранизация на произведение от литературната ни класика“ за филма Снаха в лицето на режисьора Васил Мирчев на ФБИФ (Варна, 1976).
- Златната чалма – „за мъжка роля“ за ролята на (Юрталана) за филма Снаха на МКФ (Истанбул – Турция, 1976).
- Голямата награда „Златна роза“ за филма По дирята на безследно изчезналите на ФБИФ (Варна, 1978).
- Наградата „за мъжка роля“ на САБ (1988).

## Театрални роли
- „На дъното“ Максим Горки – Сатин
- „Живият труп“ Лев Толстой – Федя Протасов
- „Нора“ (Хенрик Ибсен) – д-р Ранк
- „Егор Буличов и другите“ Максим Горки – Егор Буличов
- „Братя Карамазови“ Ф. Достоевски
- „Вуйчо Ваньо“ (Антон Чехов) – вуйчо Ваньо
- „Прокурорът“ Георги Джагаров – Войнов
- „Салемските вещици“ (Артър Милър) – Джон Проктър
- „Вишнева градина“ А.П. Чехов – Лопахин
- „Лес“ А.Н. Островски – Нещасливцев
- „Отело“ Уилям Шекспир – Отело
- „Крал Лир“ (Уилям Шекспир) – Едмънд
- „Котка върху горещ ламаринен покрив“ Тенеси Уилямс – бащата
- „Големанов“ Ст. Л. Костов (1977) – Големанов
- „Пред залез слънце“ Хауптман – Матиас Клаузен
- „Иван Шишман“ (Камен Зидаров)

## Филмография
| Година      | Филми и Сериали                                     | Серии | Копродукции                                          | Роля                                                                                    |
| ----------- | --------------------------------------------------- | ----- | ---------------------------------------------------- | --------------------------------------------------------------------------------------- |
|             |                                                     |       |                                                      |                                                                                         |
| 1981        | Хан Аспарух                                         | 3     |                                                      | жрец на Тангра                                                                          |
| 1981        | 681 – Величието на хана (681 AD: The Glory of Khan) |       |                                                      | жрец на Тангра                                                                          |
| 1978        | По дирята на безследно изчезналите (тв сериал)      | 4     |                                                      | Александър Стамболийски                                                                 |
| 1979        | Сами сред вълци                                     | 5     |                                                      | генерал Теодоси Даскалов, министър на войната (в 3 серии: I, II, V)                     |
| 1977        | Големият товар                                      | 2     |                                                      | Ерик, бивш нацист, приятел и суъчастник на Рихтер                                       |
| 1976        | Войници на свободата (Солдаты свободы)              | 4     | СССР/България/Унгария/ГДР/Полша/Румъния/Чехословакия | Георги Димитров (като С. Гецов в 2 серии: I, IV)                                        |
| 1976        | Изгори, за да светиш                                | 7     | България/Италия/СССР/ГДР                             | Милев                                                                                   |
| 1976        | Допълнение към Закона за защита на държавата        |       |                                                      |                                                                                         |
| 1976        | Снаха                                               |       |                                                      | Тодор Юрталана                                                                          |
| 1974        | На живот и смърт                                    | 3     |                                                      | Саваков, областен полицейски правител                                                   |
| 1973        | Дъщерите на началника                               | 2     |                                                      | околийският началник Драганов                                                           |
| 1973        | Опак човек (тв)                                     |       |                                                      | Попето, председателят на ТКЗС-то                                                        |
| 1972        | Наковалня или чук                                   | 2     | България/СССР/ГДР                                    | Георги Димитров                                                                         |
| 1969 – 1971 | На всеки километър (тв сериал)                      | 26    |                                                      | генерал Бранев                                                                          |
| 1969        | Цар Иван Шишман                                     |       |                                                      | цар Иван Шишман, цар на Втората българска държава, син на цар Иван Александър и Теодора |
| 1964        | Непримиримите                                       |       |                                                      | самотния                                                                                |
| 1957        | Хайдушка клетва                                     |       |                                                      | пеещият хайдутин                                                                        |
| 1956        | Две победи                                          |       |                                                      | Керим                                                                                   |
| 1954        | Песен за човека                                     |       |                                                      |                                                                                         |